# Ciabra Comsorte
Ciabra Comsorte é o nome comercial da extinta Companhia Nacional de Sorteio de Bens e Hipotecas. (Fundada em 1959 pelo Comendador Onofre Duarte do Pateo em conjunto com seus filhos Lincoln José Duarte do Pateo, Onofre Duarte do Pateo Júnior, Antônio Roberto Duarte do Pateo e Luiz Alberto Duarte do Pateo) Seus fundadores eram estabelecidos empresários da cidade de São Paulo.
O plano Comsorte consistia incialmente em doze mensalidades no valor de Cr$5,00 que, permitia aos seus participantes concorrerem à prêmios de até Cr$16.000,00. Tais prêmios eram concedidos em forma de residências, automóveis ou utilidades domésticas. Ao final dos doze meses, os participantes não sorteados poderiam retirar o valor pago em produtos nas lojas da rede. Os valores das mensalidades e dos prêmios sofreram alterações durante os vários anos em que a empresa vigorou.
Seus principais concorrentes durante sua existência foram o Baú da Felicidade, o carnê Girafa e a Erontex.
A Ciabra Comsorte declarou falência em 1978 por motivos diversos e seus criadores retornaram ao ramo de origem.